# La Torre de Esteban Hambrán
La Torre de Estaban Hambrán este un oraș din Spania, situat în provincia Toledo din comunitatea autonomă Castilia-La Mancha. În 2006 avea o populație de 1.756 locuitori.